# Evropský hokejový pohár 1988/1989
24. ročník hokejového turnaje European Cupu.Vítězem turnaje se stala CSKA Moskva.

## Předkolo
- Slavia Sofija (Bulharsko) – HK Jesenice (Jugoslávie) 5:6, 1:5
- Murrayfield Racers (Velká Británie) – Újpesti Dózsa (Maďarsko) 6:8, 9:10

## Skupina A
(Esbjerg, Dánsko)
- 1. CSKA Moskva (SSSR) – 6 bodů
- 2. SC Dynamo Berlin (NDR) – 4 body
- 3. Újpesti Dózsa (Maďarsko) – 2 body
- 4. Esbjerg IK (Dánsko) – 0 bodů

## Skupina B
(Nijmegen, Nizozemsko)
- 1. TJ VSŽ Košice (Československo) – 6 bodů
- 2. Spitman Nijmegen (Nizozemsko) – 4 body
- 3. Steaua Bucureşti (Rumunsko) – 2 body
- 4. Vålerenga IF (Norsko) – 0 bodů

## Utkání Košic
- Steaua Bucureşti – TJ VSŽ Košice 2:8 (0:4,0:3,2:1) 18. listopadu 1988
- TJ VSŽ Košice – Vålerenga IF 7:1 (2:1,4:0,1:0) 19. listopadu
- Spitman Nijmegen – TJ VSŽ Košice 3:14 (1:7,1:3,1:4) 20. listopadu

## Skupina C
(Klagenfurt, Rakousko)
- 1. Färjestad BK (Švédsko) – 6 bodů
- 2. Polonia Bytom (Polsko) – 4 bodů
- 3. Klagenfurter AC (Rakousko) – 2 bodů
- 4. HC Mont-Blanc (Francie) – 0 bodů

## Skupina D
(Lugano, Švýcarsko)
- 1. Kölner EC (NSR) – 6 bodů
- 2. HC Lugano (Švýcarsko) – 4 body
- 3. HC Bolzano (Itálie) – 6 body
- 4. HK Jesenice (Jugoslávie) – 0 bodů

## Finále
(17.–19. února 1989 v Kölnu, NSR)
- 1. CSKA Moskva 4 body
- 2. TJ VSŽ Košice 4 body
- 3. Kölner EC 2 body
- 4. Färjestad BK 2 body

## Utkání Košic ve finálové skupině
- TJ VSŽ Košice – Kölner EC 5:3 (1:1,2:1,2:1) 17. února 1989
- CSKA Moskva – TJ VSŽ Košice 6:2 (2:1,3:1,1:0) 18. února
- Färjestad BK – TJ VSŽ Košice 3:4 (1:2,1:0,1:2) 19. února